# Seiderzell
Seiderzell ist ein Gemeindeteil der Stadt Feuchtwangen im Landkreis Ansbach (Mittelfranken, Bayern). Seiderzell liegt in der Gemarkung Mosbach.

## Geografie
Durch das Dorf fließt der Seitzbach, der ein rechter Zufluss der Wörnitz ist. 0,75 km nordwestlich befindet sich der Mühlberg (511 m ü. NHN), 0,5 km südwestlich der Geißberg, beides Erhebungen des Kesselberg-Kreßberg-Rücken, einem Abschnitt der Frankenhöhe. Die Kreisstraße AN 40 führt nach Kühnhardt am Schlegel (0,8 km südöstlich) bzw. nach Hilpertsweiler zur Staatsstraße 1066 (1,2 km nördlich).

## Geschichte
Seiderzell wurde wie andere „-zell“-Orte (Aichenzell, Bergnerzell, Leiperzell und Rammerzell) vom Kloster Feuchtwangen angelegt und durch das Kloster verwaltet. Da dieses 1197 in ein Säkularkanonikerstift umgewandelt worden ist, muss die Gründung von Seiderzell vor 1197 erfolgt sein. 
Seiderzell lag im Fraischbezirk des ansbachischen Oberamtes Feuchtwangen. Im Jahr 1732 bestand der Ort aus 18 Anwesen und 1 Gemeindehirtenhaus. Grundherren waren
- Feuchtwangische Ämter:
  - Stiftsverwalteramt Feuchtwangen: 1 Gütlein;
  - Klosterverwalteramt Sulz: 1 Gütlein;
  - Kastenamt Feuchtwangen: 1 Häuslein
  - Vogtamt Ampfrach: 1 Gütlein mit Wirtschaft und Backrecht, 1 Gütlein mit Schmiede, 4 Gütlein;
- Stiftsamt Ansbach: 3 Gütlein;
- Deutscher Orden: 1 Gütlein;
- Reichsstadt Dinkelsbühl: 3 Güter;
- Rittergut Zwernberg (von Berga): 1 Gütlein;
- Grafschaft Limpurg-Gaildorf: 1 Gütlein.[5]

Gegen Ende des 18. Jahrhunderts war die Reichsstadt Dinkelsbühl Grundherr über 4 Anwesen. Ansonsten änderte sich bis zum Ende des Alten Reiches nichts. Von 1797 bis 1808 unterstand der Ort dem Justiz- und Kammeramt Feuchtwangen. 
Mit dem Gemeindeedikt (frühes 19. Jahrhundert) wurde Seiderzell dem Steuerdistrikt und der Ruralgemeinde Mosbach zugeordnet. Im Zuge der Gebietsreform in Bayern wurde Seiderzell am 1. Januar 1972 nach Feuchtwangen eingemeindet.

### Baudenkmal
- Zogelfeld: Steinkreuz, mittelalterlich; 500 m außerhalb des Ortes Richtung Seiderzell[9]

### Einwohnerentwicklung
| Jahr      | 001818 | 001840 | 001861 | 001871 | 001885 | 001900 | 001925 | 001950 | 001961 | 001970 | 001987 |
| Einwohner | 138    | 115    | 112    | 112    | 118    | 105    | 105    | 88     | 83     | 65     | 71     |
| Häuser    | 21     | 22     |        |        | 21     | 22     | 19     | 16     | 17     |        | 17     |
| Quelle    | [ 11 ] | [ 12 ] | [ 13 ] | [ 14 ] | [ 15 ] | [ 16 ] | [ 17 ] | [ 18 ] | [ 19 ] | [ 20 ] | [ 1 ]  |

## Religion
Der Ort ist seit der Reformation evangelisch-lutherisch geprägt und bis heute nach St. Michael (Mosbach) gepfarrt. Die Einwohner römisch-katholischer Konfession sind nach St. Ulrich und Afra (Feuchtwangen) gepfarrt.